# Ассаджоли, Роберто
Робе́рто Ассаджио́ли или Ассаджоли (итал. Roberto Assagioli; 27 февраля 1888, Венеция — 23 августа 1974, Каполона, Ареццо) — итальянский психолог, психиатр, гуманист. Основатель психосинтеза — теоретико-методологической концепции психотерапии и саморазвития человека.

## Биография
Роберто Ассаджиоли родился 27 февраля 1888 года в Венеции, Италия. Был родом из среднего класса, из семьи с еврейскими корнями. При рождении ему было дано имя Роберто Марко Греко. Его отец Леоне Греко умер, когда ему было всего два года, и впоследствии его мать Элена Каула вышла замуж за Алессандро Эмануэле Ассаджоли.
К 18 годам Р. Ассаджиоли владел восемью языками: итальянским, английский, французским, русским, греческим, латинским, немецким и санскритом. В этом же возрасте он начал путешествовать, в основном в Россию. В 1910 году он окончил Флорентийский университет, получив степень доктора по неврологии и психиатрии. В том же году на Международном конгрессе по философии в Болонье Ассаджиоли представил свой взгляд на бессознательное, указывая на ограниченность психоанализа, и приступил к разработке собственного метода психотерапии и саморазвития под названием психосинтез.
В 1922 году женился на Нелле Чапетти (Nella Ciapetti). У них родился сын Иларио (Ilario).
В 1926 году Ассаджиоли организовал во Флоренции Институт психосинтеза. В 1927 году на английском языке вышла его работа: «Новый метод лечения: психосинтез».
В 1938 году Асаджоли был арестован фашистским правительством Бенито Муссолини за свою национальную принадлежность и гуманистические произведения.
После окончания Второй мировой войны возобновил свою работу Институт психосинтеза, были основаны центры психосинтеза в США и Франции, Ассаджиоли продолжил читать лекции в Италии, Швейцарии, Англии и Америке. В настоящее время в мире насчитывается более пятидесяти институтов и центров психосинтеза.

## Психосинтез
Психосинтез — метод психотерапии, саморазвития и интегрального обучения, основанный на теории, разработанной Роберто Ассаджиоли. Концепция Ассаджиоли может быть представлена в виде модели, в которую входят: нижнее бессознательное, среднее бессознательное, высшее бессознательное, поле сознания, сознательное «я», Высшее «Я», коллективное бессознательное. Цель психосинтеза — достижение гармоничной внутренней интеграции, органического единства, для чего Ассаджиоли предложил следующий подход: глубокое познание своей личности, контроль над её составными частями, постижение своего «Высшего Я» и психосинтез, то есть формирование или перестройка личности вокруг нового центра.

## Духовная сфера
Ассаджоли интересовался исследованиями в области сознания и трансперсональной психологии, изучал теософию и восточную философию, был сподвижником Алисы Бейли, писательницы-эзотерика, автора книг о т. н. «Вневременной Мудрости» (Ageless Wisdom).

## Избранная библиография
- Psychosynthesis. A Manual of Principles and Techniques, Hobbs, Dormann & Company, New York 1965.
- Psicosintesi. Per l’armonia della vita, Mediterranee, Roma 1966.
- The Act of Will, Viking Press, New York 1973.
- Psychosynthesis: A Collection of Basic Writings, ISBN 0-9678570-0-7.

На русском языке
- Духовное развитие и нервные расстройства // Журнал «Урания», М., 1991, No 2.
- Психосинтез. Часть первая: Принципы
- Символы надличностных переживаний

### Список произведений
- Психосинтез: Принципы и техники = Psychosynthes: A manual of principles and techniques. — М.: Эксмо, 2002. — 416 с. — (Психологическая коллекция). — 4000 экз. — ISBN 5-04-008944-9.